# طباق (بديع)
الطباق ويقال له المطابقة، هو أن يجمع بين شيئين متوافقين وبين ضديهما، ثم إذا شرطهما بشرط وجب أن تشترط ضديهما بضد ذلك الشرط، كقوله تعالى (فأما من أعطى واتقى وصدق بالحسنى فسنيسره لليسرى وأما من بخل واستغنى وكذب بالحسنى فسنيسره للعسرى)، فالإعطاء والاتقاء والتصديق ضد المنع والاستغناء والتكذيب، والمجموع الأول شرط لليسرى والثاني شرط للعسرى. المطابقة في تعريفات الجرجاني
الطِّباقُ أو المُطابَقةُ: مَصدَرُ طابَق يُطابِقُ طِباقًا ومُطابَقةً، مِثلُ: قاتَل يُقاتِلُ قِتالًا ومُقاتَلةً، والمُطابِقُ مِنَ الخَيلِ والإبِلِ: أنْ يَضعَ الفَرَسُ رِجْلَه مَوضِعَ يدِه . ثمَّ صار الطِّباقُ بمَعْنى الجمْعِ بينَ الشَّيئَين؛ يُقالُ: طابَقَ فُلانٌ بينَ ثَوبَينِ، أي: جمَع بَينَهما.
المطابقة بين الشيئين هي الجمع بينهما على حذو واحد، أو هي الجمع بين الضدين في كلام واحد، كالليل والنهار، والبياض والسواد، اما المقابلة فتكون غالبا بين اربعة اضداد: ضدان في صدر الكلام أو الشعر، وضدان في عجزه. قال ابن خلدون في الكلام على ابطال الفلسفة: «فوجه قصوره (يعني العلم الطبيعي) ان المطابقة بين تلك النتائج الذهنية التي تستخرج بالحدود والاقيسة... وبين ما في الخارج غير يقينية، لأن تلك أحكام ذهنية كلية عامة، والموجودات الخارجية متشخصة بموادها».
علاقة منطقية اساسية، وهي ان يكون تعيين احد الحدود مقابلا لتعيين حد أو جملة من الحدود، الاخرى، وذلك بمقتضى جدول سابق أو معادلة عامة تتضمن قانون المطابقة بين تلك الحدود، فاذا اقتصرت المطابقة على الجمع بين حد مقدم وحد تال واحد سميت بمطابقة وإذا اتخذ التالي مقدما وجعل الحد الذي كان مقدما في الجملة السابقة حدا تاليا في الجملة اللاحقة سميت المطابقة بمطابقة التبادل). ونظرية المطابقة  هي القول ان الكون مركب من عوالم متماثلة تجمع بين عناصرها المتقابلة مطابقة تامة، بحيث يكون كل عنصر من عناصر أحد العوالم رمزا لما يقابله من عناصر
العوالم الاخرى، وبحيث يكون شأن كل عنصر ان يكشف عن خواص ما يقابله، وان يكون بين جميع العناصر المتطابقة تأثير متبادل بطريق التعاطف.
وينقسم الطباق إلى قسمين،:
1. طباق الإيجاب وهُو ما صُرِّح فيها بإظْهارِ الضِّدَّينِ، أو: هي ما لم يَختلِفْ فيه الضِّدَّان إيجابًا وسَلْبًا.  ومنها قولُه تعالى: فَأُولَئِكَ يُبَدِّلُ اللَّهُ سَيِّئَاتِهِمْ حَسَنَاتٍ [الفرقان: 70]، فالمُطابَقةُ بَيْنَ السَّيِّئاتِ والحَسناتِ مُطابَقةٌ بالإيجابِ، وهُو أنَّ الكَلمتَين مُتضادَّتانِ في المَعْنى أبدًا.[5] مثل يضحك أخي ويبكي
2. طباق السلب وهُو أنْ تَظهَرَ المُطابَقةُ بَيْنَ اللَّفظَتَينِ باسْتِخدامِ أداةِ النَّفيِ، فيكون أحدُ طَرَفيِ المطابَقةِ مُثبَتًا، والآخَرُ مَنفيًّا، كقَولِه تعالى: قُلْ هَلْ يَسْتَوِي الَّذِينَ يَعْلَمُونَ وَالَّذِينَ لَا يَعْلَمُونَ [الزمر: 9]؛ فبيْنَ: "يَعلَمون" و"لا يَعلَمون" مُطابَقةٌ بالسَّلبِ، وهِي النَّفيُ بأداةِ النَّفيِ (لا). ومنه أيضًا قولُ امْرِئِ القيْسِ (من البحر الطويل): جزِعتُ ولم أجْزَعْ مِنَ البَيْنِ مَجزَعَا وعَزَّيتُ قلبًا بالكَواكِبِ مُولَعا فبيْنَ قولِه: "جزِعتُ" وقولِه: "لم أجزَعْ" مُطابَقةٌ بالسَّلبِ، وهِي اسْتِخدامُ الأداةِ (لم).[5] مثل يبكي طفلي ولا يبكي.

في طباق الإيجاب تكون الكلمات معاكسة لبعضها أما السلب تكون منافية.
تعريف الطباق [البديع] هو كلمة وضدها

## إيْهامِ التَّضادِّ
هُو ما يُوهِمُ أنَّه تَضادٌّ، معَ أنَّه ليس كذلك، كقولِ الشَّاعِرِ: الكامل يُبْدي وِشاحًا أبْيضًا مِنْ سَيْبِه والجوُّ قد لبِسَ الوِشاحَ الأغْبَرا فإنَّ كَلمةَ "الأغْبَر" قد تُوهِمُ أنَّها ضِدٌّ لكَلمةِ "الأبْيضِ" وليست كذلك. ومنه قولُ الشَّاعِرِ: البسيط يَجزونَ مِن ظُلْمِ أهْلِ الظُّلمِ مَغفرةً ومِن إساءَةِ أهْلِ السُّوءِ إحْسانا فكَلمةُ "مَغفِرة" ليست ضِدًّا لكَلمةِ "ظُلْم" كما يُتوهَّمُ مِن سِياقِ الكَلامِ، وإنَّما هي ضِدُّ العدْلِ، إلَّا أنَّه لمَّا كانتِ المَغفرةُ قَريبةً مِنَ العدْلِ حَسُنتِ المُقابَلةُ بينَها وبينَ الظُّلمِ.
ومنه قولُ دِعْبِلٍ (من الكامل): لا تَعْجَبي يا سَلْمَ مِن رَجُلٍ ضَحِكَ المَشيبُ برأْسِه فبَكى
فإنَّ كَلمةَ "ضَحِك" هنا ليست ضِدَّ كَلمةِ "بكى"، وإنَّما ضحِكَ هنا بمَعْنى كثُرَ؛ ولِذلك يُوهِمُ اللَّفظُ المُطابَقةَ  .

## الطِّباقُ الخَفيُّ
يَلحَقُ بالمُطابَقةِ نوعٌ لَطيفٌ منها يُسمَّى بالطِّباقِ الخَفيِّ، وهُو الجمْعُ بينَ مَعنيَينِ يَتعلَّقُ أحدُهما بما يُقابِلُ الآخَرَ نوعَ تَعلُّقٍ، كقَولِه تعالى: مِمَّا خَطِيئَاتِهِمْ أُغْرِقُوا فَأُدْخِلُوا نَارًا [نوح: 25]؛ فإنَّ إدْخالَ النَّارِ مُستلزِمٌ للإحْراقِ، والإحْراقُ ضِدُّ الإغْراقِ، أو لأنَّ الإغْراقَ مِن صِفاتِ الماءِ، فجمَع بينَ الماءِ والنَّارِ.
وقولِه تعالى: مُحَمَّدٌ رَسُولُ اللَّهِ وَالَّذِينَ مَعَهُ أَشِدَّاءُ عَلَى الْكُفَّارِ رُحَمَاءُ بَيْنَهُمْ [الفتح: 29]؛ فإنَّ الشِّدَّةَ ليست ضِدَّ الرَّحمةِ، ولكنَّ الرَّحمةَ مُسبَّبةٌ عنِ اللِّينِ الَّذي هو ضِدُّ الشِّدَّةِ.
وقولِه تعالى: وَمِنْ رَحْمَتِهِ جَعَلَ لَكُمُ اللَّيْلَ وَالنَّهَارَ لِتَسْكُنُوا فِيهِ وَلِتَبْتَغُوا مِنْ فَضْلِهِ [القصص: 73]؛ فإنَّ ابْتِغاءَ الفَضْلِ وإنْ لم يكنْ مُقابِلًا للسُّكونِ فهو يَستلزِمُ الحَركةَ المُضادَّةَ للسُّكونِ  .

## طِبَاقُ التَّدبيجِ
طباق التدبيج يذكر في معنى المدح أو غيره ألواناً على سبيل الكناية أو التورية. مثال: فالأبيض ضد الأسود / والأحمر ضد الأخضر وهكذا. وسمي ذلك لأن الألوان التي وقع فيها التضاد زينت العبارة ودبجتها. وهو أنْ يَذكُرَ في معنًى ما مِن المعاني -كالمدحِ وغيرِه- ألْوانًا بقَصدِ الكنايةِ أو التَّوريةِ.
فمِن تَدْبيجِ الكنايةِ قولُ أبي تَمَّامٍ في الرِّثاءِ: الطويل تَرَدَّى ثِيابَ الموتِ حُمرًا فما أتى لها اللَّيلُ إلا وهْيَ مِن سُنْدسٍ خُضرِ حيث ذَكَر أنَّ الفقيدَ ارْتَدى ثِيابَ الموتِ الحمراءَ، وإنَّما احمَرَّت بدِماءِ القَتْلى الَّذين صَرَعَهم في مَعارِكِه، ثمَّ أخبَرَ أنَّها قدْ استَحالَت عليه خَضراءَ؛ أي لُبْس مِن سُندُسِ الجنَّةِ. واحمرارُ الثِّيابِ كِنايةٌ عن القتلِ، واخضرارُها كِنايةٌ عن دُخولِ الجنَّةِ ومنه أيضًا قولُ ابنُ حيوسَ: الخفيف إنْ تُرِد عِلمَ حالِهم عن يَقينٍ فالْقَهُم يومَ نائلٍ أو نِزالِ تَلْقَ بِيضَ الوجوهِ سُودَ مَثارِ النــَّقْعِ خُضْرَ الأكنافِ حُمْرَ النِّصالِ فالبيتُ الثَّاني مُمتلِئٌ بالكناياتِ التي أتى فيها بالألوانِ لبيانِ المفارَقةِ؛ فهمْ كِرامٌ بِيضُ الوجوهِ، تَلْقاهم في الحربِ سُودًا مِن أثَرِ الغُبارِ، وأجْنابَهم خَضْراءَ نَظرًا لسَوادِ دُروعِهم؛ فإنَّ العرَبَ تُسمِّي الضاربَ إلى الأسودِ أخضَرَ، ووَصَفَ النِّصالَ بالحُمرةِ كِنايةً عن كَثرةِ القتلِ بها ومِن تَدْبيجِ لتَّوريةِ: قولُ الحريريِّ: "قدِ ازْورَّ المحبوبُ الأصفرُ، واغبَرَّ العيشُ الأخضرُ، وأسودَّ يَومي الأبيضُ، وأبيَضَّ فودي الأسودُ، حتى رُئِي لي العدوُّ الأزرقُ، فيا حَبَّذا الموتُ الأحمرُ"؛ ففي قولهِ: "المحبوبُ الأصفرُ" تَوريةٌ تَتضمَّنُ معنًى قريبًا، وهو أنَّ مَحبوبًا لونُه أصفرُ، ومعنًى بعيدًا، وهو الذَّهبُ، وهو المرادُ، وبَقيَّةُ العباراتِ كِناياتٌ.

## الأنواع
يأتي الطباق في الكلام على أربع صور وهي:
1. أن يكون بين اسمين.
مثال قول امرئ القيس: مِكَرًّ مِفَرًّ مُقْبِلٍ مُدْبِرٍ معًاكجُلْمُودِ صَخْرٍ حطَّهُ السَّيْلُ من عَلِ
2. أن يكون بين فعلين
مثال قول بشار: إذا أيقظتْـكَ حُــرُوبُ العِدَىفنبِّــهْ لهَـا عمْـرًا ثـم نَــمْ
ومنه قول النبي صلى الله عليه وسلم للأنصار: «انكم لتكثرون عند الفزع وتقلون عند الطمع».. فقد طابق بين الفعلين: تكثرون وتقلون، وهناك طباق إيضا بين «الفزع» و«الطمع» ولكنه طباق خفي.
3. أن يكون بين حرفين.
مثال قول مجنون ليلى: على أنني راضٍ بأن أحمل الهوىوأخلص منه لا علي ولا ليا
4. أن يكون بين اسم وفعل.
مثال قول طفيل: بِسَاهِمِ الْوَجْهِ لَمْ تُقْطَعْ أَبَاجِلُهُيُصَانُ وهو لِيَوْمِ الرَّوْعِ مَبْذُولُ
5. {مثال عن طباق ايجاب}
قال الشاعر جبران خليل جبران: أعطني النَّاي وغنِّوانسَ داءً ودواء
6. {مثال عن طباق سلب}
قال ابن الحاج النُّميريّ: أَعَادَتْ لِيَ الشَّوْقَ القَدِيمَ مَيَاهُهَاوسُقنَ الهوى مِن حيثُ أدري ولا أدري